# Irik Island
Irik Island är en ö i Kanada.   Den ligger i territoriet Nunavut, i den östra delen av landet, 2 200 km nordväst om huvudstaden Ottawa. Arean är 2,6 kvadratkilometer.
Terrängen på Irik Island är mycket platt. Öns högsta punkt är 15 meter över havet. Den sträcker sig 2,6 kilometer i nord-sydlig riktning, och 2,4 kilometer i öst-västlig riktning.